# 25 сентября
25 сентября — 268-й день года (269-й в високосные годы) по григорианскому календарю.
До конца года остаётся 97 дней.
До 15 октября 1582 года — 25 сентября по юлианскому календарю, с 15 октября 1582 года — 25 сентября по григорианскому календарю.
В XX и XXI веках соответствует 12 сентября по юлианскому календарю.

## Праздники и памятные дни
См. также: Категория:Праздники 25 сентября

### Национальные
- Мозамбик — День Вооружённых Сил[2].
- Франция — Национальный день[фр.] симпатии харки[3].

### Религиозные
Православие
 — Отдание праздника Рождества Пресвятой Богородицы;
 — память священномученика Автонома, епископа Италийского (313 год);
 — память преподобного Афанасия Высоцкого, Серпуховского чудотворца (1395 год);
 — память священномучеников Феодора Лебедева, Иоанна Прудентова, Николая Житова, пресвитеров, мученика Алексия Ворошина (1937 год);
 — воспоминание перенесения мощей праведного Симеона Верхотурского (1704 год);
 — память преподобного Вассиана Тиксненского (1624 год);
 — память мученика Иулиана и с ним 40 мучеников (IV век);
 — память мученика Феодора Александрийского;
 — память священномученика Корнута, епископа Никомидийского (Иконийского) (249-259 годы);
 — память мучеников Авадира и Ирая.

## События
См. также: Категория:События 25 сентября

### До XVIII века
- 1066 — битва при Стамфорд-Бридже положила конец вторжению викингов в Англию.
- 1396 — Никопольское сражение закончилось победой турок.
- 1303 — произошло одно из самых смертоносных землетрясений в истории Земли[8].
- 1493 — Христофор Колумб отправился в своё второе путешествие к Америке.
- 1513 — испанский конкистадор Васко де Бальбоа со своим отрядом пересёк Панамский перешеек и стал первым европейцем, достигшим Тихого океана.
- 1555 — между лютеранскими и католическими субъектами Священной Римской империи заключён Аугсбургский религиозный мир.
- 1632 — основан город Якутск.

### XVIII век
- 1763 — в Москве открыт Павловский госпиталь, первая публичная больница в России.
- 1775 — Война за независимость США: пытаясь захватить Монреаль, Итан Аллен сдался британцам в бою при Лонг-Пуант.
- 1789
  - Генерал-майор русской армии Дон Хосе де Рибас взял турецкую крепость Хаджи-Бей (будущую Одессу).
  - Конгресс США предложил принять 12 поправок к конституции, известные ныне как «Билль о правах».
- 1799 — Александр Суворов во время перехода через Альпы штурмом взял высокогорный «Чёртов мост».

### XIX век
- 1804 — на территории Южной Дакоты экспедиция Льюиса и Кларка встретилась с воинственным племенем индейцев тетон сиу.
- 1818 — английский врач Джеймс Бландел (англ. James Blundell) провёл первую в мире операцию по переливанию крови от человека к человеку.
- 1888 — открылся Лондонский королевский дворцовый театр в Слоун-Сквер[англ.].
- 1892 — в тифлисской газете «Кавказ» напечатан первый рассказ Максима Горького «Макар Чудра».

### XX век
- 1906 — испанский математик и инженер Леонардо Торрес-и-Кеведо продемонстрировал одно из первых в мире радиоуправляемых устройств — «Telekino».
- 1909 — президент Франции Арман Фальер открыл в Париже первую международную аэронавтическую выставку. За три дня её посетили 10 тысяч человек. Примой выставки стал самолёт «Блерио XI», на котором Луи Блерио первым перелетел через Ла-Манш.
- 1910 — американский журналист Уолтер Уэллман (Walter Wellman) предпринял попытку пересечь Северную Атлантику на водородном дирижабле «Америка». Через двое суток экипаж дирижабля — пять человек и собака — будет с большим трудом спасён английским судном «Трент».
- 1911 — взрыв боеприпасов на борту стоявшего на рейде в Тулоне французского эскадренного броненосца «Либертэ» унёс жизни более 200 человек.
- 1912 — начало Первой Балканской войны. Черногория объявила войну Турции.
- 1915 — США предоставили Англии и Франции заём в 500 млн долларов.
- 1919 — Парижская мирная конференция гарантировала Норвегии право на владение островом Шпицберген в Северном Ледовитом океане.
- 1924 — на экраны вышел фильм Якова Протазанова «Аэлита», поставленный по фантастическому роману Алексея Толстого.
- 1925 — последнее публичное выступление Сергея Есенина в Москве.
- 1926 — Генри Форд объявил 8-часовую 5-дневную рабочую неделю.
- 1930 — 48 служащих советского Наркомата финансов РСФСР расстреляны в связи с обвинениями их в создании трудностей в продовольственном снабжении населения.
- 1932 — испанской Каталонии была предоставлена автономия с правом иметь собственный флаг, государственный язык и парламент.
- 1935 — в СССР снижены цены на хлеб, отменены карточки на мясо, рыбу, сахар.
- 1939 — в Германии введены ограничения на торговлю хлебом и мукой.
- 1940
  - Американские дешифровальщики взломали японские военные коды.
  - В Норвегии немцами запрещены все партии, кроме национал-социалистической.
- 1943 — Смоленск освобождён от немецких войск.
- 1955 — созданы Королевские военно-воздушные силы Иордании
- 1962 — Фидель Кастро заявил, что СССР намерен создать на Кубе базу для своего рыболовного флота.
- 1964 — начало войны за независимость Мозамбика (завершилась в 1974 году)
- 1968 — в первый и пока единственный раз британский хит-парад возглавила русская песня — романс «Дорогой длинною». Правда, называлась она там «Those Were the Days» и исполнялась Мэри Хопкин на английском.
- 1969 — в Рабате создана Организация исламского сотрудничества
- 1974 — в журнале «Сайенс» впервые приведены данные исследований, свидетельствующие о том, что аэрозоли способствуют разрушению озонового слоя Земли.
- 1975 — принята первая конституция Силенда
- 1977 — около 4200 бегунов приняли участие в первом Чикагском марафоне
- 1978 — столкновение двух самолётов над Сан-Диего. На тот момент крупнейшая авиакатастрофа в США (144 погибших).
- 1979 — крупнейшая монреальская англоязычная газета «Монреаль Стар» прекратила своё существование после 110 лет издания.
- 1981 — Белиз стал членом ООН.
- 1983 — побег из тюрьмы Мэйз 38 членов Временной Ирландской республиканской армии.
- 1986 — за мужество, героизм и самоотверженные действия, проявленные при ликвидации аварии на Чернобыльской АЭС, Президиум Верховного Совета СССР присвоил звание Героя Советского Союза майору внутренней службы Леониду Телятникову, лейтенантам внутренней службы Виктору Кибенку (посмертно) и Владимиру Правику (посмертно).
- 1988 — на Олимпийских играх в Сеуле советский пловец Владимир Сальников выиграл золото на дистанции 1500 метров вольным стилем и стал 4-кратным олимпийским чемпионом
- 1989 — Верховный Совет Литвы объявил присоединение республики к СССР в 1940 году незаконным.
- 1995 — премьер-министр Израиля Ицхак Рабин и председатель ООП Ясир Арафат подписали в Вашингтоне развёрнутое соглашение о создании палестинской автономии на Западном берегу реки Иордан.
- 1997 — первый полёт Су-47 «Беркут».
- 1999 — Борис Ельцин утвердил положение о Федеральной службе налоговой полиции и установил её штатную численность.

### XXI век
- 2002 — в районе посёлков Мама и Витимский Мамско-Чуйского района Иркутской области упал Витимский болид.
- 2020 — авиационная катастрофа Ан-26 на Украине под Чугуевом.
- 2023 — взрыв на топливном складе в Нагорном Карабахе, около 70 погибших.

## Родились
См. также: Категория:Родившиеся 25 сентября

### До XVIII века
- 1599 — Франческо Борромини (ум. 1667), итальянский архитектор.
- 1613 — Клод Перро (ум. 1688), французский учёный (биолог, медик, физик), естествоиспытатель, архитектор.
- 1644 — Оле Рёмер (ум. 1710), датский астроном, профессор Копенгагенского университета.
- 1683 — Жан Рамо (ум. 1764), французский композитор и органист.

### XVIII век
- 1711 — Цяньлун (ум. 1799), император Китая из династии Цин (1735—1796).
- 1765 — Михаил Огинский (ум. 1833), польский композитор (полонез «Прощание с Родиной» и др.) и политический деятель.
- 1766 — Арман-Эмманюэль дю Плесси Ришельё (ум. 1822), французский и российский государственный деятель.
- 1771 — Николай Раевский (ум. 1829), русский генерал, полководец, герой Отечественной войны 1812 г.
- 1782 — Чарлз Роберт Метьюрин (ум. 1824), ирландский протестантский священник и писатель, автор готических пьес и романов.
- 1790 — граф Матвей Дмитриев-Мамонов (ум. 1863), русский общественный деятель, литератор, участник Отечественной войны 1812 г.
- 1792 — Иван Лажечников (ум. 1869), писатель, один из зачинателей русского исторического романа.
- 1796 — Анри Шеффер (ум. 1862), французский живописец.

### XIX век
- 1802 — Константин Масальский (ум. 1861), русский писатель, автор исторических романов.
- 1830 — Константин Флавицкий (ум. 1866), русский художник, мастер исторической живописи.
- 1866 — Томас Хант Морган (ум. 1945), американский биолог, генетик, президент Академии наук США (1927—1931), лауреат Нобелевской премии (1933).
- 1881 — Лу Синь (ум. 1936), китайский писатель, основоположник современной китайской литературы.
- 1890 — Григорий Семёнов (казнён в 1946), казачий атаман, деятель Белого движения.
- 1897 — Уильям Фолкнер (ум. 1962), американский писатель, лауреат Нобелевской премии (1949).

### XX век
- 1901 — Робер Брессон (ум. 1999), французский кинорежиссёр и сценарист.
- 1902 — Эрнст фон Заломон (ум. 1972), немецкий писатель и сценарист.
- 1903 — Марк Ротко (ум. 1970), американский художник, представитель абстрактного экспрессионизма.
- 1906 — Дмитрий Шостакович (ум. 1975), композитор, пианист, педагог, народный артист СССР.
- 1913 — Мария Тэнасе (ум. 1963), певица, исполнительница румынского фольклора.
- 1920 — Сергей Бондарчук (ум. 1994), актёр, режиссёр, сценарист, педагог, народный артист СССР.
- 1923 — Сэм Риверс (ум. 2011), американский джазовый музыкант, композитор и бэнд-лидер.
- 1926 — Энтони Стаффорд Бир (ум. 2002), британский теоретик и практик кибернетики.
- 1929 — Делия Скала (наст. имя Одетт Бедоньи, ум. 2004), итальянская балерина и актриса.
- 1930 — Нино Черрути[англ.] (ум. 2022), итальянский модельер.
- 1932
  - Гленн Гульд (ум. 1982), канадский пианист, органист и композитор.
  - Анатолий Соловьяненко (ум. 1999), украинский оперный певец (лирико-драматический тенор), народный артист СССР.
  - Адольфо Суарес, 1-й герцог Суарес (ум. 2014), испанский государственный деятель, премьер-министр Испании (1976—1981).
- 1934 — Жан Сорель, французский киноактёр.
- 1935 — Георгий Фальковский, советский и российский кардиохирург и анатом.
- 1936 — Муса Траоре (ум. 2020), малийский военный и государственный деятель, президент Мали (1968—1991).
- 1937 — Александр Чибисов, советский и российский физико-химик.
- 1938
  - Леонид Попов (ум. 2020), советский и российский кинорежиссёр и сценарист.
  - Лидия Федосеева-Шукшина, советская и российская актриса, народная артистка РСФСР.
- 1939
  - Леон Бриттан (ум. 2015), британский и общеевропейский юрист и государственный деятель.
  - Артур Чилингаров (ум. 2024), советский и российский океанолог, исследователь Арктики и Антарктики.
- 1943 — Роберт Гейтс, американский военный и государственный деятель, министр обороны США (2006—2011).
- 1944 — Майкл Дуглас, американский киноактёр, продюсер, лауреат премий «Оскар», «Золотой глобус» и др. наград.
- 1948
  - Штефан Бирталан (ум. 2024), румынский гандболист, тренер и государственный деятель в сфере спорта. Двукратный чемпион мира (1970 и 1974).
  - Владимир Евтушенков, российский предприниматель (АФК «Система»).
- 1949 — Педро Альмодовар, испанский кинорежиссёр, сценарист, продюсер.
- 1951
  - Людмила Ефименко, советская и украинская киноактриса, народная артистка Украины.
  - Боб Макаду, американский баскетболист, двукратный чемпион НБА (1982, 1985), MVP НБА (1975), член Зала славы баскетбола.
  - Марк Хэмилл, американский актёр и сценарист.
- 1952 — Кристофер Рив (ум. 2004), американский актёр театра, кино и телевидения, режиссёр, сценарист, общественный деятель.
- 1954 — Хуанде Рамос, испанский футболист и тренер.
- 1955
  - Наталья Данилова, советская и российская актриса театра, кино и дубляжа.
  - Дзуккеро (наст. имя Адельмо Форначари), итальянский певец и автор песен.
  - Карл-Хайнц Румменигге, немецкий футболист, чемпион Европы (1980), двукратный обладатель Кубка европейских чемпионов.
- 1956 — Джейми Хайнеман, американский специалист по спецэффектам, ведущий телепередачи «Разрушители легенд».
- 1957 — Майкл Мэдсен (ум. 2025), американский актёр.
- 1960 — Игорь Беланов, советский и украинский футболист, лучший футболист Европы 1986 г.
- 1961
  - Александр Козлов (ум. 2001), советский и российский музыкант, композитор, участник группы «Агата Кристи».
  - Хизер Локлир, американская актриса и продюсер.
- 1965
  - Мэтт Батталья, американский актёр, игрок в американский футбол.
  - Рафаэль Мартин Васкес, испанский футболист.
  - Скотти Пиппен, американский баскетболист, 6-кратный чемпион НБА, двукратный олимпийский чемпион (1992, 1996).
- 1966
  - Никколо Амманити, итальянский писатель.
  - Джейсон Флеминг, британский актёр (фильмы «Карты, деньги, два ствола», «Большой куш» и др.).
- 1968 — Уилл Смит, американский киноактёр, режиссёр и хип-хоп-исполнитель, лауреат премий «Грэмми», «Сезар».
- 1969 — Кэтрин Зета-Джонс, британская и американская актриса, обладательница премий «Оскар», BAFTA и др.
- 1973
  - Тиджани Бабангида, нигерийский футболист, олимпийский чемпион (1996).
  - Бриджитт Уилсон, американская актриса и певица.
- 1975
  - Майя Санса, итальянская актриса кино и телевидения.
  - Даниэла Чеккарелли, итальянская горнолыжница, олимпийская чемпионка в супергиганте (2002).
- 1976 — Чонси Биллапс, американский баскетболист, чемпион НБА (2004), чемпион мира (2010).
- 1977 — Клеа Дюваль, американская актриса кино и телевидения.
- 1979 — Микеле Скарпони (погиб в 2017), итальянский велогонщик.
- 1983 — Дональд Гловер, американский актёр, комик, певец, рэпер.
- 1990 — Мао Асада, японская фигуристка-одиночница, трёхкратная чемпионка мира (2008, 2010, 2014).
- 1991 — Стине Бредал Офтедал, норвежская гандболистка, 3-кратная чемпионка мира, 5-кратная чемпионка Европы.
- 1997 — Сюзанне Схюлтинг, нидерландская шорт-трекистка, трёхкратная олимпийская чемпионка, многократная чемпионка мира и Европы.
- 1999 — Максим Тарасенко (Брайн Мапс), российский видеоблогер.

## Скончались
См. также: Категория:Умершие 25 сентября

### До XIX века
- 1066 — погиб Харальд III Суровый (р. ок. 1015), король Норвегии (1046—1066).
- 1506 — Филипп I Красивый (Габсбург) (р. 1478), герцог Бургундии (с 1482), король Кастилии (с 1504).
- 1534 — Климент VII (в миру Джулио Медичи; р. 1478), 219-й папа римский (1523—1534).
- 1536 — Иоанн Секунд (наст. имя Ян Эверартс; р. 1511), нидерландский поэт.
- 1777 — Иоганн Генрих Ламберт (р. 1728), немецкий астроном, математик, физик, философ, автор математической теории картографических проекций.

### XIX век
- 1822 — Эрик Ниссен Виборг — датский ветеринар; член Датской, Шведской, Прусской и Нидерландской академий наук[9][10].
- 1829 — Павел Голенищев-Кутузов (р. 1767), российский военный, сенатор, деятель системы образования, литератор.
- 1840 — Этьен Макдональд (р. 1765), маршал и пэр Франции.
- 1849 — Иоганн Штраус (р. 1804), австрийский композитор, скрипач, дирижёр.
- 1857 — Астольф де Кюстин (р. 1790), маркиз, французский дипломат, писатель и путешественник, монархист, автор знаменитых записок «Россия в 1839 году».
- 1885 — Пьер Эдмон Буассье (р. 1810), швейцарский ботаник и путешественник, описавший ок. 3600 видов растений.

### XX век
- 1920 — Алексей Поливанов (р. 1855), русский военный деятель, генерал от инфантерии, член Госсовета.
- 1922 — Карло Канева (р. 1845), итальянский генерал, участник Итало-турецкой войны 1911—1912 гг.
- 1930 — Абрам Архипов (р. 1862), русский советский художник-передвижник.
- 1933 — Пауль Эренфест (р. 1880), австрийский и нидерландский физик-теоретик.
- 1934 — Василий Ястребцов (р. 1866), российский и советский музыкальный писатель.
- 1950 — Александр Таиров (р. 1885), режиссёр, основатель и руководитель Камерного театра, народный артист РСФСР.
- 1958
  - Джон Бродес Уотсон (р. 1878), американский психолог, основатель бихевиоризма.
  - Виктор Шаубергер (р. 1885), австрийский натуралист, философ и изобретатель.
- 1968 — Ханс Гюнтер (р. 1891), немецкий евгенист и расолог.
- 1970 — Эрих Мария Ремарк (р. 1898), немецкий писатель.
- 1972 — Клавдия Еланская (р. 1898), актриса театра и кино, народная артистка СССР.
- 1979 — Тапио Раутаваара (р. 1915), финский певец, автор песен, актёр и спортсмен, олимпийский чемпион в метании копья (1948), чемпион мира по стрельбе из лука (1958).
- 1980 — Джон Генри Бонэм (р. 1948), британский барабанщик-виртуоз, участник рок-группы «Led Zeppelin».
- 1983 — Леопольд III (р. 1901), король Бельгии (1934—1951).
- 1984
  - Сергей Гусев (р. 1897), советский кинооператор-документалист, руководивший съёмками похорон В. И. Ленина.
  - Моше Цви Сегаль (р. 1904), израильский общественный деятель.
- 1986 — Николай Семёнов (р. 1896), русский советский химик и физик, академик АН СССР, нобелевский лауреат по химии (1956).
- 1987 — Мэри Астор (наст. имя Люсиль Васконселлос Лангханке; р. 1906), американская киноактриса, лауреат премии «Оскар».
- 1991 — Клаус Барби (р. 1913), немецкий военный преступник, «палач Лиона».
- 1994 — Бахром Фируз (р. 1939), таджикский советский писатель, поэт, публицист, переводчик.
- 1997 — Мария Мордасова (р. 1915), певица, исполнительница русских народных песен, народная артистка СССР.
- 1999 — Анна Щетинина (р. 1908), советский капитан судна, первая женщина — капитан дальнего плавания.

### XXI век
- 2003
  - Франко Модильяни (р. 1918), американский экономист, лауреат Нобелевской премии (1985).
  - Юрий Сенкевич (р. 1937), советский и российский тележурналист, путешественник, врач.
  - Дональд Никол (р. 1923) — британский византинист.
- 2004 — Леонид Пчёлкин (р. 1924), кинорежиссёр, народный артист РСФСР.
- 2011 — Вангари Маатаи (р. 1940), кенийская общественная деятельница, лауреат Нобелевской премии мира (2004).
- 2012 — Энди Уильямс (р. 1927), американский эстрадный певец и актёр.
- 2014 — Яак Йоала (р. 1950), эстонский эстрадный певец, заслуженный артист Эстонской ССР.
- 2016 — Елена Бурлакова (р. 1934), советский и российский биолог, лауреат Государственной премии СССР.
- 2019 — Пауль Бадура-Скода (р. 1927), австрийский пианист.
- 2020 — Горан Паскалевич (р. 1947), югославский и сербский кинорежиссёр и сценарист.
- 2024 — Роман Мадянов (р. 1962), советский и российский актёр театра и кино.

## Приметы
- День Артамона. На Артамона звери прячутся в лесах.
- По поверью, змеи с этого дня перебираются из полей в леса. Жизнь животных быстро замирает, осень вступает в свои права[11].